# Juan García Morales
Juan García Morales, pseudónimo de Hugo Moreno López  (1884 - 1946) fue un sacerdote y propagandista español. 

## Biografía
Activo divulgador y periodista, durante la Segunda República española y la Guerra civil española defendió los ideales republicanos y una profunda reforma social en España, lo que le llevó a enfrentarse a las altas jerarquías eclesiásticas. 
En 1934 se adhirió, junto a intelectuales y políticos como José Giral o Ramón J. Sender, al conocido “Manifiesto a la opinión”, donde condenaba la reimplantación de la pena de muerte en España. 
Tras la contienda, se exilió en Francia, donde estuvo internado en el campo de Gurs.
Murió en enero de 1946.

## Obras
- El Cristo Rojo.